# Saliunca cyanothorax
Saliunca cyanothorax es una especie de mariposa de la familia Zygaenidae.
Fue descrita científicamente por Hamspon en 1919.